# اچ‌ام‌اس بریلینت (۱۷۵۷)
اچ‌ام‌اس بریلینت (۱۷۵۷) (به انگلیسی: HMS Brilliant (1757)) یک کشتی بود که طول آن ۱۲۸ فوت ۴ اینچ (۳۹٫۱۲ متر) بود. این کشتی در سال ۱۷۵۷ ساخته شد.